# Sumatia
Sumatia, Sumetia o Sumateo (en griego, Σουματία, Σουμάτειον, Σουμήτεια) fue una antigua ciudad griega situada en Arcadia.
Según la mitología griega, la ciudad fue fundada por Sumateo, hijo de Licaón.
Pausanias dice que fue una de las poblaciones pertenecientes al territorio de los Ménalo que se unieron para poblar Megalópolis. Añade que estaba situada en unos montes al sur de Licoa.